# Eilandsgracht

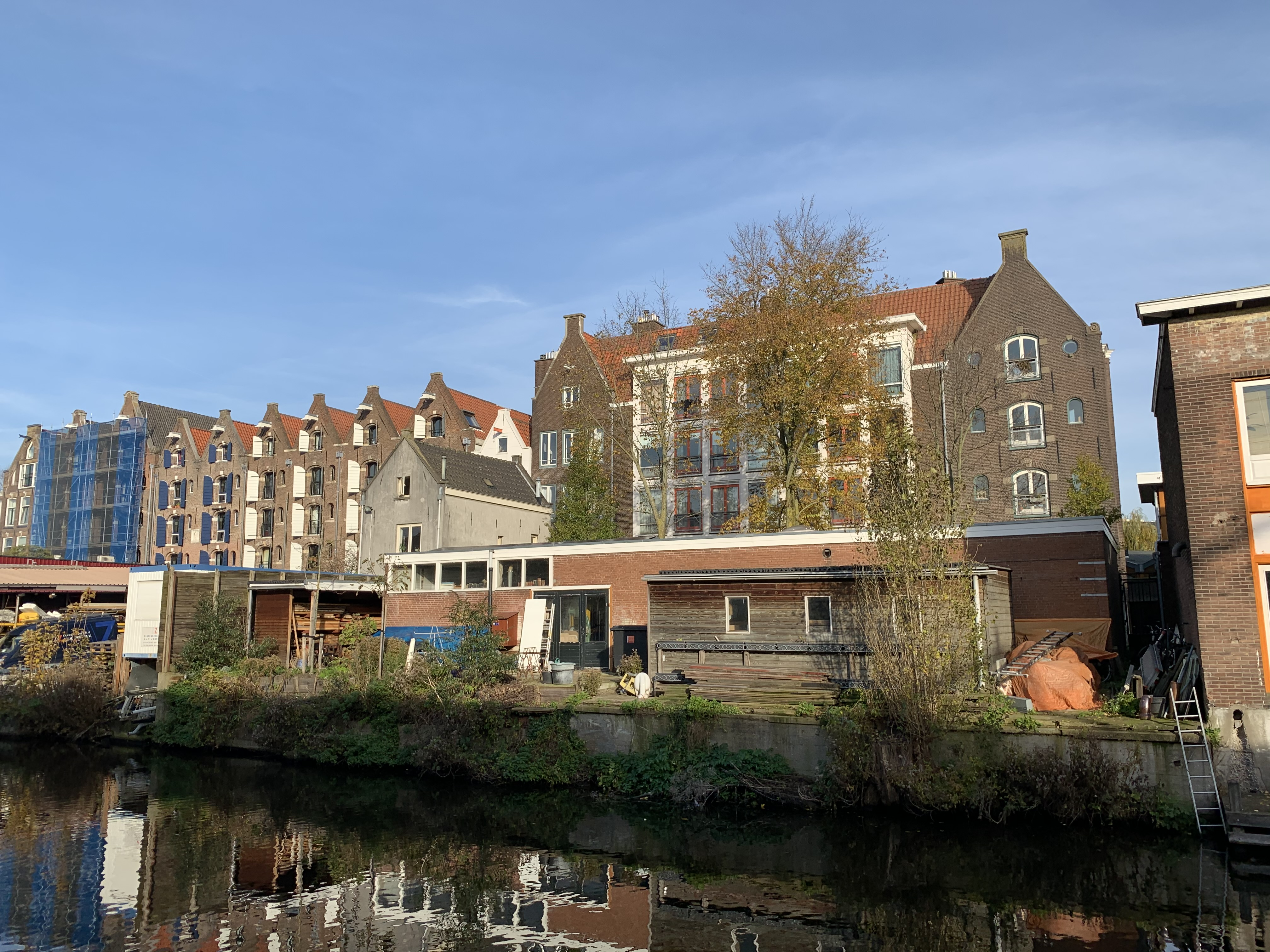
Eilandsgracht foto 4

De Eilandsgracht is een gracht in Amsterdam tussen de eilanden en het vasteland. Oorspronkelijk liep hij tussen het vasteland en twee van de eilanden, het Prinseneiland en het Bickerseiland. In 1928 werd het gedeelte langs het Bickerseiland gedempt.

## Locatie
De Eilandsgracht vormt de zuidwestelijke grens van Prinseneiland, en verbindt de Prinseneilandsgracht ten westen van Prinseneiland met de Bickersgracht ten oosten van Prinseneiland. Deze twee grachten sluiten aan op de Realengracht ten noorden van het Prinseneiland. De weg aan de zuidwestzijde (vasteland) van het kanaal heet de Lange Eilandsgracht. Aan de noordoostzijde (Prinseneiland) wordt het kanaal begrensd door de achtergevels van bebouwing aan de straat Prinseneiland, die het eiland omgeeft.

## Geschiedenis
Tijdens de derde uitbreiding van de stad Amsterdam (1610-1615), werd de havencapaciteit vergroot door de nieuwe Waal aan de westkant van de stad aan te leggen. De nieuwe Waal was alleen diep genoeg voor schepen op een behoorlijke afstand van de Haarlemmerdijk, dus het ondiepere gebied dichter bij de kust werd gebruikt voor drie kunstmatige eilanden (de Westelijke Eilanden). De Westelijke eilanden (Realeneiland, Prinseneiland (Middeneiland) & Bickerseiland), zijn drie grote kunstmatige eilanden die tussen 1611 en 1615 zijn aangelegd in de moerassige westelijke hoek van het IJ. De nieuwe eilanden waren gemaakt van grond die grotendeels werd opgegraven (door aanleg van de nieuwe Waal) in plaats van opgebaggerd. In de begintijd was Bickerseiland verbonden met het Prinseneiland (Middeneiland) door de Galgenbrug over de Bickersgracht, en met het vasteland door de Eilandsbrug over de Eilandsgracht naar de Haarlemmerdijk. Na een dispuut met grondspeculanten werd in 1623 begonnen met de bouw van percelen op het Prinseneiland.
In 1877-1879 werd de spoorlijn van station Haarlemmerpoort verlengd tot het nevenstation aan de Droogbak en in 1889 tot het nieuwe Centraal Station. Voordat de aanleg van de spoorlijn begon, werd in 1872 de Eilandsgracht gedeeltelijk gedempt. Half op de Houttuinen en half op de gedempte zijde van het kanaal is een spoorviaduct gebouwd. In 1918 werd besloten om de sporen te verdubbelen en een andere strook van de Eilandsgracht in te nemen. Tussen Bickerseiland en het vasteland bleef zo weinig over dat de gracht in 1928 helemaal gedempt werd.